# ياكوب ووكاك
ياكوب ووكاك (بالبولندية: Jakub Łucak) مواليد 18 سبتمبر 1989، هو لاعب كرة يد بولندي يلعب كجناح أيمن. يلعب حاليا مع نادي شلاسك فروتسواف لكرة اليد. مثل منتخب بولندا لكرة اليد.

## سجل المنافسة
شارك في البطولات التالية:
- بطولة أوروبا لكرة اليد للرجال 2014
- بطولة أوروبا لكرة اليد للرجال 2016